# Platypalpus basiflavus
Platypalpus basiflavus är en tvåvingeart som beskrevs av Yang 1989. Platypalpus basiflavus ingår i släktet Platypalpus och familjen puckeldansflugor. Inga underarter finns listade i Catalogue of Life.